# Sairocarpus watsonii
Sairocarpus watsonii är en grobladsväxtart som först beskrevs av George Vasey och Rose, och fick sitt nu gällande namn av David A. Sutton. Sairocarpus watsonii ingår i släktet Sairocarpus och familjen grobladsväxter. Inga underarter finns listade i Catalogue of Life.